# SM UB-144
L'SM UB-144 fu un sommergibile costiero appartenente al tipo UB III costruito per la Kaiserliche Marine tedesca durante la prima guerra mondiale. Terminato dopo la firma dell'armistizio di Compiègne non entrò mai in servizio e fu consegnato agli Alleati, venendo successivamente demolito.

## Storia
Il sommergibile UB-144, appartenente alla classe UB-III, fu impostato presso il cantiere navale AG Weser, Brema (numero costruzione 310) il 14 gennaio 1918, varato il 5 ottobre 1918 e completato il 27 marzo 1919. Il sommergibile UB-144 era lungo 55,85 m largo 5,8 m e con un pescaggio di 3,7 m. Aveva due alberi di trasmissione e a ciascuno di essi erano accoppiati un motore diesel Benz a 6 cilindri erogante 550 CV (405 kW) e un motore elettrico Schiffsunion da 394 CV (290 kW). I due serbatoi di olio combustibile (35 + 36 t di olio combustibile) consentivano un'autonomia di 7.280 nm (13.480 km ) a 6 nodi (11,1 km/h) in superficie. Con una carica delle batterie aveva una autonomia massima in immersione di 55 nm (102 km) a 4 nodi (7 km/h). La velocità massima raggiungibile era di 13,6 nodi (25,2 km/h) in superficie e 8 nodi (14,8 km/h) in immersione.  L'armamento si componeva di un cannone da 105 mm e 5 tubi lanciasiluri (4 a prua e uno a poppa) da 500 mm (10 siluri). L'equipaggio era composto da 3 ufficiali e 31 tra sottufficiali e marinai. La profondità massima raggiungibile era pari a 50 metri che veniva raggiunta in 30 secondi. Il costo del sommergibile fu di 4.301.000 papiermark.
Incompleto alla fine della prima guerra mondiale, fu consegnata agli Alleati ad Harwich il 27 marzo 1919 e poi portata ai Chatham Dockyard come potenziale soggetto per studi sperimentali, ma non fu mai impiegata dalla Royal Navy  tal fine. Lo UB-144 venne venduto dall'Ammiragliato a M. Lynch & Sons il 22 luglio 1920 per la cifra di 2.000 sterline e rimorchiata a Rochester, nel Kent. Dopo essere stato privato di ogni materiale riutilizzabile, nel 1922 il relitto fu scaricato in acque poco profonde nell'estuario del fiume Medway, insieme a quelli dello UB-145 e dello UB-150. I resti di tutti e tre - parzialmente distrutti in loco durante il 1939-1945, di cui uno significativamente meglio conservato degli altri due - rimangono visibili, ma non è chiaro a quale unità appartenga il relitto, anche se alcuni studiosi ritengono essere quello dello UB-122.

### Fonti
1. 1 2 3 4 5 6  Gröner, Jung, Maass 1991, pp. 25-30.
2. ↑  Rössler 1979, p. 56.
3. ↑  Dodson, Cant 2020, p. 18.
4. ↑  Dodson, Cant 2020, p. 130.
5. ↑  Dodson, Cant 2020, pp. 100-101.